# Minuti contati
Minuti contati (Nick of Time) è un film del 1995 diretto da John Badham. Costato 33 milioni di dollari, il film ha incassato 10 milioni di dollari nel mondo.

## Trama
Gene Watson e la figlia Lynn arrivano alla stazione di Los Angeles di ritorno da San Diego. Vengono fermati improvvisamente da un uomo ed una donna che dicono di essere due agenti di polizia in borghese: i due li conducono in un furgone e li chiudono dentro.
L'uomo, puntando una pistola contro Watson, lo ricatta: o Watson ucciderà una donna entro un'ora, oppure sua figlia verrà uccisa. E mostra una foto della donna in questione, il governatore Grant. Watson si ritrova in grave difficoltà e cerca in tutti i modi di chiedere aiuto a qualcuno, ma l'uomo lo pedina costantemente, mentre la sua collega resta nel furgone con la bambina.
Gene Watson trova aiuto in Huey, un lustrascarpe di colore.

## Personaggi
- Gene Watson, un onesto lavoratore, a cui è morta la moglie poco prima del divorzio.
- Lynn, figlia di Watson.
- I due delinquenti, uomo e donna, crudeli, furbi e spietati.
- L'uomo di colore, mezzo sordo ma perspicace, lavora come lucidascarpe in un centro commerciale.
- Il governatore, che a dispetto del titolo è una donna, comprensiva e solidale con G. Watson.